# Modern Talking
Modern Talking byla německá hudební skupina (duo), jejíž členové Dieter Günther Bohlen (zpěvák, skladatel, textař a producent) a Thomas Anders vl. jménem Bernd Weidung (zpěvák) se úplně poprvé setkali při spolupráci v roce 1983. V létě roku 1984 se Dieter Bohlen zeptal Thomase Anderse, z jehož hlasu byl nadšený, jestli by s ním nenazpíval titul „You're My Heart, You're My Soul“ a Thomas odpověděl okamžitě kladně. Úspěch písně však na sebe nechal čekat až do ledna 1985. A tak se stalo, že na začátku roku 1985 vystoupili v televizním pořadu „Formel 1“ a „Tele-Illustrierte“ dva mladíci. Jeden s dlouhou havraní hřívou a uhrančivým pohledem a druhý blonďák se širokým úsměvem. Říkali si Modern Talking a zazpívali píseň „You're My Heart, You're My Soul“. Zatím ani netušili, že díky této písni brzy získají mnoho zlatých a platinových desek, pro jejichž transport bude nutné využít vysokozdvižných vozíků. Modern Talking bývají zařazováni do hudebních stylů eurodance, euro disco a synthpop. D. Bohlen vystudoval podnikovou ekonomickou školu na univerzitě v Göttingenu, T. Anders nedokončil vysokoškolská studia hudby a germanistiky, jelikož dal přednost kariéře zpěváka.

## Historie
Prvním úspěchem Modern Talking byla píseň „You're My Heart, You're My Soul“, kterou měl Dieter Bohlen napsanou ještě před založením skupiny. Následovaly slavné diskotékové hity s chytlavou melodií jako např. „You Can Win If You Want“, „Cheri Cheri Lady“, „Brother Louie“, „Atlantis Is Calling (S.O.S. For Love)“, „Geronimo's Cadillac“, „Jet Airliner“, „In 100 Years“.
Po prvních úspěších se však objevily i první rozpory, za kterými prý stála především Andersova panovačná manželka Nora Balling. V roce 1987 se skupina rozpadla hádkou v médiích. Thomas Anders i Dieter Bohlen se věnovali svým sólovým projektům. Anders začal vydávat sólová alba zejména ve Spojených státech a Bohlen rozjel svůj (úspěšnější) projekt Blue System.
V letech 1998 až 2003 se oba dali opět dohromady poté, co manželka Nora opustila Thomase Anderse v USA s jiným milencem.
Modern Talking natočili znovu staré hity, přidali řadu nových písniček a vydali několik alb. Poslední nese příznačný název The Final Album s podtitulem The Ultimate Best Of. Jde o kompilaci jejich předchozích největších hitů, které jim pomohl rapper Eric Singleton zremixovat( nová verze Brother Louie a You're My Heart, You're My Soul) Následovaly i nové písně (např. Sexy Sexy Lover, China In Her Eyes, Don't Take Away My Heart, You're Not Alone, Last Exit to Brooklyn a Win The Race)
Od roku 2003 se opět věnují pouze svým sólovým dráhám. Dieter Bohlen je porotcem německé soutěže Deutschland sucht den Superstar (Německo hledá superstar), píše knihy o sobě. Thomas Anders dál vydává sólová alba a koncertuje sám. V roce 2016 vydal nové album s názvem History, kde nazpíval několik svých starých písní a taky několik nových (Lunatic Girl, Take a Chance)

## Diskografie

### Alba
- 1985/04/01: The 1st Album
- 1985/10/14: Let's Talk About Love
- 1986/05/26: Ready For Romance
- 1986/11/10: In The Middle Of Nowhere
- 1987/06/08: Romantic Warriors
- 1987/11/30: In The Garden Of Venus
- 1998/03/30: Back For Good
- 1999/02/19: Alone
- 2000/02/28: Year Of The Dragon
- 2001/03/19: America
- 2002/03/18: Victory
- 2003/03/31: Universe
- 2003/08/05: The Final Album

### Kompilace
- 1986 The Singles Collection
- 1987 The Modern Talking Story
- 1988 Best Of Modern Talking
- 1988 You're My Heart, You're My Soul
- 1988 Romantic Dreams
- 1988 Greatest Hits Mix
- 1989 Hey You
- 1989 The Greatest Hits Of Modern Talking
- 1991 The Collection
- 1991 You Can Win If You Want
- 1994 You Can Win If You Want (re-edice)
- 2000 You're My Heart, You're My Soul
- 2001 Selected Singles '85–'98
- 2001 The Very Best Of Modern Talking
- 2002 Best Of Modern Talking (re-edice)
- 2002 The Golden Years (3 CD)
- 2002 We Still Have Dreams – The Greatest Love Ballads Of Modern Talking
- 2003 Romantic Dreams (re-edice)
- 2003 Let's Talking! ... Best of Modern Talking
- 2002 The Final Album (Jihoafrická edice)
- 2003 Greatest Hits 1984–2002
- 2006 Nur Das Beste (výběr největších hitů z let 1998–2003)
- 2007 The Hits (2 CD)

### Singly
- 1984 „You're My Heart You're My Soul“
- 1985 „You Can Win If You Want“
- 1985 „Cheri Cheri Lady“
- 1986 „Brother Louie“
- 1986 „Atlantis Is Calling (S.O.S. For Love)“
- 1986 „Geronimo's Cadillac“
- 1987 „Jet Airliner“
- 1987 „In 100 Years“
- 1998 „You're My Heart You're My Soul '98“
- 1998 „Brother Louie '98“
- 1999 „You Are Not Alone“
- 1999 „Sexy Sexy Lover“
- 2000 „China In Her Eyes“
- 2000  No Face, No Name, No Number´´
- 2000 „Don't Take Away My Heart“
- 2001 „Win The Race“
- 2001 „Last Exit To Brooklyn“
- 2002 ,,Ready For Victory"
- 2002 ,,Juliet"
- 2003 ,,TV Makes the Superstar"